# Formica lemani
Formica lemani aus der Unterfamilie der Schuppenameisen (Formicinae) gehört zur Gattung der Waldameisen (Formica) und dort zur Untergattung der Sklavenameisen (Serviformica).

## Merkmale
Die Arbeiterinnen werden etwa 3 bis 6 Millimeter lang, die Königinnen 10 bis 12 Millimeter. Wie typisch für die Untergattung Serviformica ist der Kopfhinterrand gerade und nicht eingebuchtet und das Schaftglied (Scapus) der Antennen relativ lang. Formica lemani ist durchgehend schwarzgrau gefärbt, rot gefärbte Partien des Mesosoma sind nicht vorhanden. Der Körper ist relativ matt und wenig glänzend. Die Art ähnelt ihrer Schwesterart Formica fusca sehr und ist ohne mikroskopische Untersuchung nicht von dieser zu unterscheiden, früher wurde sie oft nur als Form oder Unterart von dieser betrachtet. Die morphologische Unterscheidung zu fusca ist ausschließlich über die Behaarung möglich. Dazu sind die Haare an verschiedenen Körperpartien (Femora, Pronotum, Mesonotum) zu zählen. Formica lemani weist dabei jeweils mehr Haare auf. Obwohl manchmal Einzeltiere (vor allem kleine Arbeiterinnen) nicht sicher einer der Arten zuzuordnen sind, ist die Zuordnung von Nestern in der Regel problemlos möglich. Die Arten sind anhand der Kohlenwasserstoff-Signatur ihrer Kutikula und genetisch unterscheidbar. Bei den genetischen Untersuchungen ergaben sich keinerlei Hinweise auf die Bildung von Hybriden mit fusca.

## Verbreitung
Formica lemani lebt in Europa in den Alpen über die deutschen Mittelgebirge bis in den Norden Skandinaviens, sie kommt auch in Großbritannien vor. In Großbritannien lebt sie in Schottland und Wales sowie in Moorland im Südwesten, fehlt aber im Südosten. Sie lebt auch in Irland, wo fusca nur im äußersten Süden vorkommt. Sie fehlt überall in der Ebene und in tieferen Lagen weitgehend, kommt hier aber sehr selten und ausnahmsweise in sehr kühlen Mikrohabitaten, z. B. an Moorrändern, vor. Nachweise liegen nach Osten hin bis in die Mongolei vor.
Formica lemani und Formica fusca zeigen ein vikariierendes Verbreitungsmuster, d. h., sie kommen nur sehr selten im selben Lebensraum gemeinsam oder nebeneinander vor. Generell ist lemani in klimatisch oder lokalklimatisch kühleren Lebensräumen verbreitet. So kommt sie in Skandinavien weiter nach Norden und in den Gebirgen in größeren Höhen vor. Generell kommt fusca bevorzugt in der Ebene und in geringen Meereshöhen vor, lemani in den Höhenstufen darüber (collin bis subalpin). In den deutschen Mittelgebirgen ersetzt sie fusca ab ca. 450 Meter Höhe, in den Alpen oberhalb von etwa 700 bis 1000 Meter. In den Alpen erreicht sie 2400 Meter Meereshöhe, kommt aber nur selten oberhalb der Waldgrenze, z. B. in alpinen Rasen, vor.
In Deutschland ist die Art in höheren Lagen mäßig häufig und ungefährdet.

## Ökologie und Lebensraum
Formica lemani ist sowohl in bewaldeten wie in offenen Lebensräumen verbreitet. Sie lebt in lichten Wäldern aller Art, Wiesen und anderen vegetationsbestandenen Habitaten, meidet aber das Innere geschlossener Wälder. In Skandinavien ist sie typisch für jüngere Nadelwälder und -forste mit noch nicht geschlossenem Kronendach. In Bezug auf die Bodenfeuchte ist sie wenig wählerisch. Generell unterscheidet sich das von ihr besiedelte Lebensraumspektrum kaum von demjenigen von fusca. Die Art begründet Nester sowohl in totem Holz (Baumstubben) wie auch im Erdreich oder unter Steinen. Sie legt bevorzugt senkrechte, relativ wenig verzweigte Tunnelsysteme an. Formica lemani ernährt sich vor allem räuberisch (zoophag).
Nach Untersuchungen zur genetischen Struktur kommen bei der Art bevorzugt Nester vor, die von einer einzelnen Königin begründet werden, aber auch Nester mit mehreren Königinnen. Die Art ist nicht besonders ausbreitungsstark und gehört in neu entstandenen Biotopen nicht zu den Erstbesiedlern. Sie scheint aber etwas ausbreitungsstärker zu sein als fusca.
Formica lemani ist Wirtsart für die sozialparasitische Schwebfliegen-Art Microdon mutabilis. Die Larven der Schwebfliege leben bis zu zwei Jahren in den Nestern, wo sie sich von Ameisenbrut ernähren.
- Nestgründung: claustral
- Königinnen: polygyn
- Schwärmzeit: Mitte Juni bis Ende September